# Horsens IC
El Horsens IC es un equipo de baloncesto danés que compite en la Ligaen, la primera división del país. Tiene su sede en la ciudad de Horsens. Disputa sus partidos en el Forum Horsens, con capacidad para 4000 espectadores.

## Resultados en la Liga Danesa
| Temporada | División | Liga   | Posición | Play-Offs   | Competición Europea |
| --------- | -------- | ------ | -------- | ----------- | ------------------- |
| 2010–11   | 1        | Ligaen | 5        | Semifinales | -                   |
| 2011–12   | 1        | Ligaen | 4        | Semifinales | -                   |
| 2012–13   | 1        | Ligaen | 3        | Semifinales | -                   |
| 2013–14   | 1        | Ligaen | 4        | Semifinales | -                   |
| 2014–15   | 1        | Ligaen | 2        | Campeón     | -                   |

## Palmarés
- Ligaen
  - Campeón (6): 1992, 1994, 1998, 2006, 2015, 2016
  - Subcampeón (6): 2000, 2004, 2017, 2018, 2019, 2021

- Copa Danesa
  - Campeón (4): 1992, 1995, 2015, 2019
  - Subcampeón (5): 2008, 2016, 2017, 2020, 2021

## Jugadores destacados
| - Milan Cvijetic - Arnel Dedic - Mladen Simanic - Emmanuel Mbe - Ante Gospic - Jonas Bergstedt - Darko Jukic - Christian Lindberg - Alan Madsen - Esben Reinholt - Tobias Reinholt - Frederik Rungby - Morten Sahlertz - Marcos Sanz Latorre - Samu Pekka - Allan Fall - Stefan Gill - Michael Baron - Sigurður Einarsson - Egill Jonasson - Halldor Karlsson - Luca Rustichelli - Matiss Sakne | - Edgaras Kvedaravicius - Povilas Staigis - Bart Tooms - Marcin Balicki - Baye Keita - Davor Sattler - Nikola Belada - Nemanja Krstic - Aleksandar Milosevic - Sasa Milosevic - Milan Oluic - Rene Antee - Eric Bell - Chris Benson - Skyler Bowlin - Pat Bradley - Rickey Claitt - Mark Collins - Wayne Copeland - Will Harris - Calvin Haynes - Brian Johnson - Darnell Kirkwood | - Joe Lewandowski - Bryant Lewandowski - Monta McGhee - Ty McGregor - Eric Menck - Joshua Metzger - Dan Redder - Spencer Ross - Mike St.John - Keane Thomann - Erick Vigansky - Antonio Webb - Achmadschach Zazai - Craig Pedersen - Mark Lane - James Whyte - Daren Spithoff - Raed Mostafa - Peter Hoffman - Alan Voskuil - Brian Fitzpatrick - Thomas Viglianco - Joe Zeglinski |